# جورج هوستون براون
جورج هوستون براون (بالإنجليزية: George Houston Brown)‏ هو محامي وقاضي وسياسي أمريكي، ولد في 12 فبراير 1810 في الولايات المتحدة، وتوفي في 1 أغسطس 1865 في نفس البلد. حزبياً، نشط في حزب اليمين. وقد انتخب عضو مجلس النواب الأمريكي.